# Клод Жозеф Руже де Лил
Клод Жозеф Руже де Лил (фр. Claude Joseph Rouget de Lisle; Лон ле Соње, 10. мај 1760 — Шоази ле Роа, 26. јун 1836) био је француски песник и композитор.
Аутор је француске националне химне Марсељезе. По занимању је био официр. У априлу 1792. у Стразбуру написао је текст и музику патриотске песме „Ратна песма за војску на Рајни“, која је врло брзо постала популарна, а „Марсељезом“ (фр. La Marseillaise) је названа по догађају од 30. јула када су је у маршу на Париз певали марсељески добровољци. Сем патриотских песама, Де Лил је компоновао романсе, а писао је и песме, комедије и оперна либрета.